# Moissonia
Moissonia is een geslacht van wantsen uit de familie van de Miridae (Blindwantsen). Het geslacht werd voor het eerst wetenschappelijk beschreven door Odo Reuter in 1894.

## Soorten
Het genus bevat de volgende soorten:

- Moissonia ampliata (Odhiambo, 1960)
- Moissonia anuak (Linnavuori, 1975)
- Moissonia befui Yasunaga, 1999
- Moissonia cacuminis (Odhiambo, 1960)
- Moissonia cuneata (Stål, 1860)
- Moissonia daphnidis (Wagner, 1976)
- Moissonia dimorpha (Odhiambo, 1960)
- Moissonia emersa (Odhiambo, 1960)
- Moissonia flavomaculata (Ballard, 1921)
- Moissonia forkys Linnavuori, 1993
- Moissonia gibba (Odhiambo, 1960)
- Moissonia guttata (Linnavuori, 1975)
- Moissonia halophila (Lindberg, 1953)
- Moissonia hyalinipennis (Linnavuori, 1975)
- Moissonia immaculipennis (Poppius, 1914)
- Moissonia importunitas (Distant, 1910)
- Moissonia insularis (Poppius, 1914)
- Moissonia kalopani Duwal & Lee, 2011
- Moissonia kepilamensis (Schuh, 1984)
- Moissonia kilimana (Poppius, 1914)
- Moissonia larutensis Yasunaga, 2010
- Moissonia limbata (Odhiambo, 1960)
- Moissonia nigricornis (Poppius, 1914)
- Moissonia nigropunctata (Poppius, 1910)
- Moissonia novobritannicae (Schuh, 1984)
- Moissonia novoguinensis (Schuh, 1984)
- Moissonia obscura (Poppius, 1914)
- Moissonia ordinata (Distant, 1893)
- Moissonia pallida Carvalho & Costa, 1993
- Moissonia pardalis Yasunaga, 2010
- Moissonia pellucida (Distant, 1910)
- Moissonia philippinensis (Schuh, 1984)
- Moissonia picticornis (Linnavuori, 1975)
- Moissonia punctata (Fieber, 1861)
- Moissonia sakaerat Yasunaga, 2010
- Moissonia schefflerae (Schuh, 1984)
- Moissonia schuhi Duwal, Yasunaga & Lee, 2010
- Moissonia scutellaris (Linnavuori, 1973)
- Moissonia similis (Poppius, 1914)
- Moissonia srilankensis (Carvalho, 1976)
- Moissonia takaii Yasunaga, 2010
- Moissonia terai Duwal, Yasunaga & Lee, 2010
- Moissonia yasunagai Duwal & Lee, 2011